# Bőszénfa
Bőszénfa (németül: Besinge) község Somogy vármegyében, a Kaposvári járásban.

## Fekvése
A vármegye délkeleti részén fekszik, a megyeszékhely Kaposvártól délre. Belterületének nagy része egy észak-déli irányban elnyúló völgyben helyezkedik el. Különálló településrésze Kisbőszénfa, a központjától nagyjából 1 kilométerre délnyugatra.
Közigazgatási területe – főleg nyugati és északi irányban – meglehetősen kiterjedt, így aránylag sok települési szomszédja van. Bár mintegy 14-15 kilométerre helyezkedik el Kaposvár központjától, legészakibb külterületei révén közvetlenül is határos a várossal (egészen pontosan annak Töröcske nevű, különálló városrészével, egykor önálló községgel).
További határos települések még: észak felől Zselickislak, Zselicszentpál és Simonfa, északkelet felől Kaposgyarmat, kelet felől Gálosfa, délkelet felől Almamellék, dél felől Boldogasszonyfa, délnyugat felől Somogyhárságy [utóbbi három már Baranya vármegyéhez tartozik], nyugat felől Zselickisfalud, északnyugat felől pedig Szenna és Kaposszerdahely.

### Megközelítése
Legfontosabb közúti elérési útvonala a Szigetvár-Kaposvár-Balatonszemes közt húzódó 67-es főút, ezen közelíthető meg déli és északi irányból is. A főút nyugatról halad el lakott területei mellett, annak csak kis hányadát érinti, központja arról letérve érhető el. Keleti-északkeleti szomszédai – Sántos-Cserénfa-Hajmás-Gálosfa –, illetve a 66-os főút irányából a 6621-es út vezet a településre. Kisbőszénfa településrészre a két előbbi út találkozási pontjától nem messze délre, nyugat felé kiágazó önkormányzati úton lehet eljutni.
Vasútvonal jelenleg az egész zselici térséget nem érinti, a legközelebbi vasúti csatlakozási lehetőséget a több vasútvonal által is érintett kaposvári vasútállomás kínálja.

## Története
Bőszénfa Árpád-kori település. Azoknak a falvaknak egyike, amelyeket még Szent István király adományozott a Pannonhalmi Bencés Főapátságnak.
Nevét Albeus mester esztergomi kanonok 1237-1240-es években készített összeírása említette először Bozais alakban írva. A tatárjárás előtti időkben az apátság kanászai lakták. Középkori neve Bajszinfalva volt. 1425-ben Szerdahelyi Csepel János fiai, Imre és Dancs, valamint Szerdahelyi Dersfi Márton a zselicszentjakabi apátsággal szemben jogot tartottak a helységre. 1570-ben a török megszállás alatt, a török kincstári adólajstromban 10 házzal jegyezték fel. 1626-1627-ben Imrefy Farkas birtoka volt, az 1660 évi dézsmaváltságjegyzékben pedig Imrefy Farkasné szerepel földesuraként. Az 1715-ben végzett összeíráskor 6 háztartását írták össze, az 1703-1715 évi összeírások szerint már Festetics Pál birtoka volt és a Festetics családé maradt a későbbiekben is. A gróf Festetics család építtette az itteni kastélyt is.
A 20. század elején Somogy vármegye Kaposvári járásához tartozott.
1910-ben 984 lakosából 397 magyar, 586 német volt. Ebből 960 római katolikus, 19 református, 5 izraelita volt.
Bőszénfához tartoztak egykor Kisbőszénfa- és Szenttamás-puszták és Rókamalom-major is.

### Szenttamás
Szenttamás a középkorban jelentékeny falu volt. 1425-ben Szerdahelyi Csepel János fiai, Imre és Dancs, továbbá Szerdahelyi Dersfi Márton, 1489-ben Szerdahelyi István, 1626-ban Imrefy Farkas, 1660-ban pedig Imrefy Farkasné birtoka volt. 1733-ban viszont már csak puszta és Festetics Kristófé.

## Közélete

### Polgármesterei
- 1990–1994: Nyitrai István (független)[3]
- 1994–1998: Nyitrai István (független)[4]
- 1998–2002: Nyitrai István (független)[5]
- 2002–2006: Nyitrai István (független)[6]
- 2006–2010: Nyitrai István (független)[7]
- 2010–2014: Nyitrai István (független)[8]
- 2014–2019: Nyitrai István (független)[9]
- 2019–2024: Nyitrai István (független)[10]
- 2024– : Nyitrai Cintia Ninetta (független)[1]

## Népesség
A település népességének változása:
| Lakosok száma | 530  | 522  | 522  | 491  | 482  | 469  | 463  |
|               | 2013 | 2014 | 2015 | 2021 | 2022 | 2023 | 2024 |

A 2011-es népszámlálás során a lakosok 89,5%-a magyarnak, 1,7% cigánynak, 1,3% németnek, 0,2% horvátnak mondta magát (10,1% nem nyilatkozott; a kettős identitások miatt a végösszeg nagyobb lehet 100%-nál). A vallási megoszlás a következő volt: római katolikus 70,8%, református 4%, evangélikus 0,4%, görögkatolikus 0,2%, felekezet nélküli 9,2% (15% nem nyilatkozott).
2022-ben a lakosság 87,3%-a vallotta magát magyarnak, 1,9% cigánynak, 1% németnek, 0,2% szerbnek, 2,3% egyéb, nem hazai nemzetiségűnek (12,2% nem nyilatkozott; a kettős identitások miatt a végösszeg nagyobb lehet 100%-nál). Vallásuk szerint 34,6% volt római katolikus, 1,2% református, 0,6% evangélikus, 0,2% egyéb keresztény, 2,9% egyéb katolikus, 10% felekezeten kívüli (50,4% nem válaszolt).

## Nevezetességei
- Római katolikus templom.[13] Az első templom 1777-ben épült, de helyére gróf Festetics Pál 1902-ben újat emeltetett. 2021-ben az épületet felújították.[14]
- A 19. és 20. század fordulóján épült, ma műemléki védelem alatt álló mezőgazdasági épületegyüttes (magtár és istálló)[15]
- A Surján-patak völgyében végigvezető turistaút mellett a Kaposvári Egyetem szarvasfarmjának elkerített területei láthatók, mely gazdasági jelentősége mellett a látogatók számára is érdekes: különféle szarvasokat, vaddisznókat, szamarakat és időnként egyéb állatokat is meg lehet figyelni a területen.[16][17]
- Bőszénfa közigazgatási területének határán, egy erdős részen találhatóak a ropolyi vár csekély maradványai.

## Képek

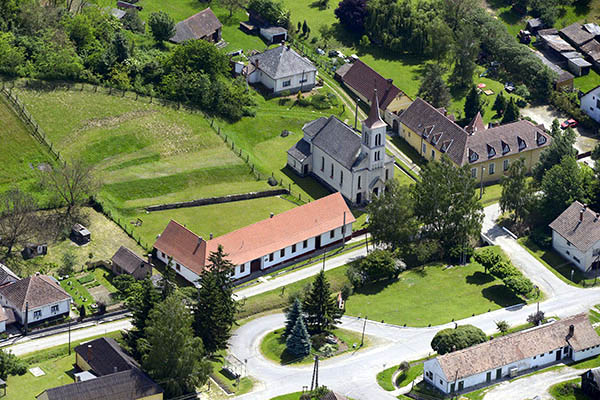
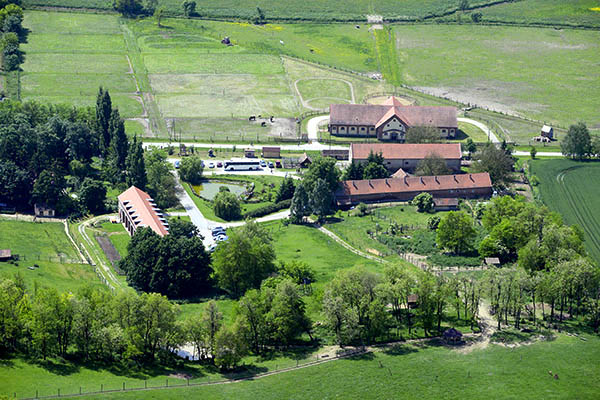
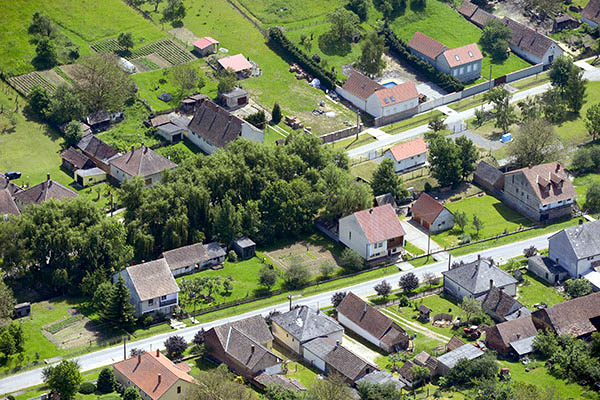
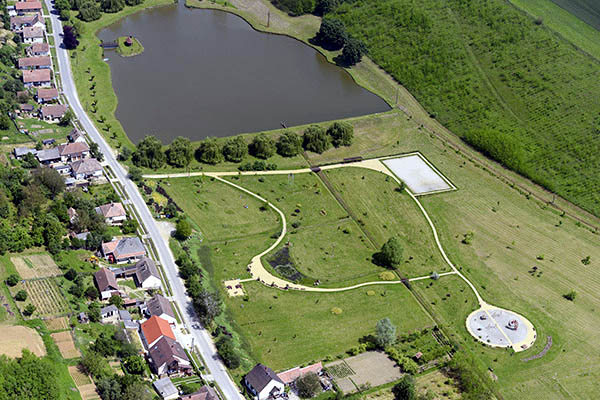
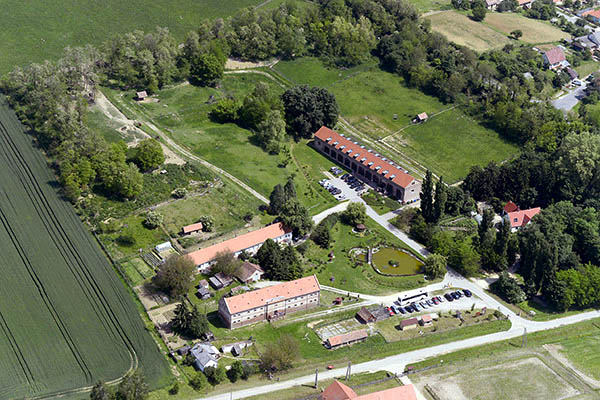
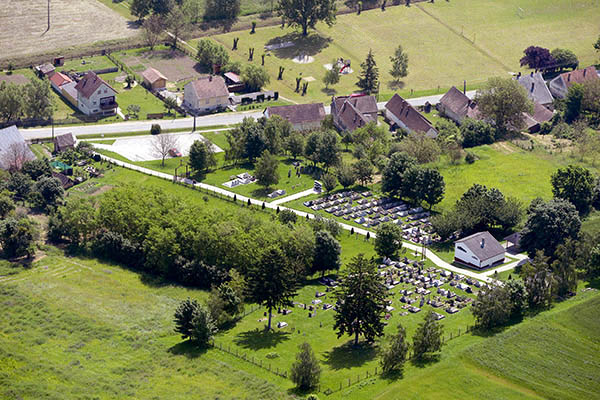